# Sonderdienst
Les Sonderdienst (en français : services spéciaux) étaient les formations paramilitaires nazies créées dans le gouvernement général pendant l'occupation de la Pologne pendant la Seconde Guerre mondiale. Ils étaient basés sur des formations SS similaires appelées Volksdeutscher Selbstschutz, opérant dans le Warthegau, dans la partie occidentale de la Pologne annexée à l'Allemagne en 1939.

## Histoire

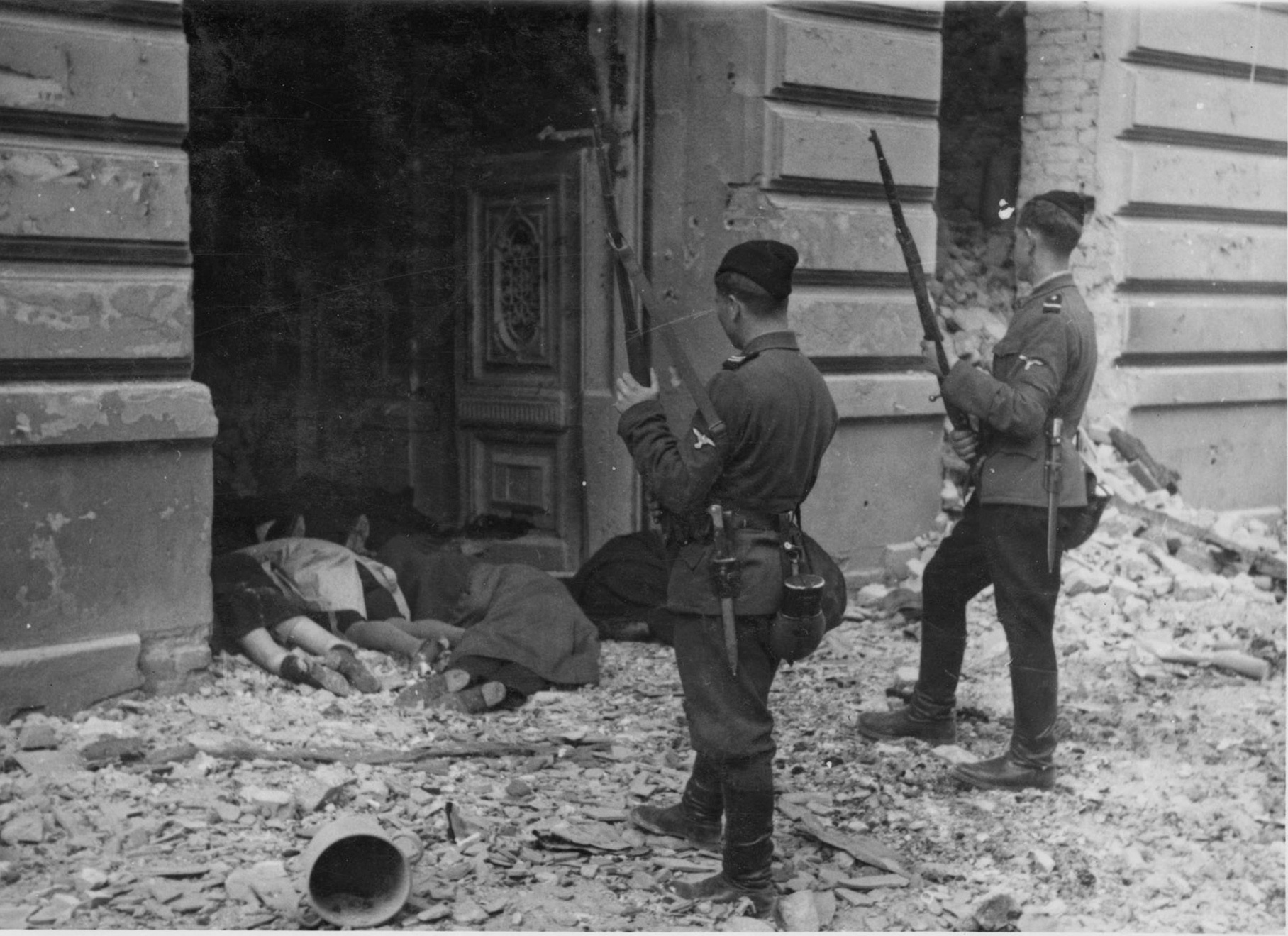
Hiwis de l'un des deux bataillons Sonderdienst (formés par Karl Streibel au camp de Trawniki) lors de l'insurrection de Varsovie. Photo tirée du rapport Stroop, 1943.

L'unité Sonderdienst est fondée le 6 mai 1940 par le Gauleiter Hans Frank, établi dans Cracovie occupée. Initialement, ils étaient constitués de Volksdeutsche de souche allemande qui vivaient en Pologne avant l'invasion. Cependant, après l'opération Barbarossa de 1941, ceux-ci comprenaient également des prisonniers de guerre soviétiques s'étant portés volontaires pour une formation spéciale, tels que les hommes Trawniki déployés sur tous les principaux sites de mise à mort de la solution finale. Beaucoup de ces hommes ne connaissaient pas l'allemand et devaient être traduits par leurs commandants natifs,. L'Abteilung Sonderdienst (Département des services spéciaux) était subordonné à la division de sabotage Oberkommando der Wehrmacht du colonel Erwin von Lahousen (1er septembre 1939 - juillet 1943) et du colonel Wessel Freytag von Loringhoven (juillet 1943 - juin 1944).